# Hermann-Josef-Haus Urft

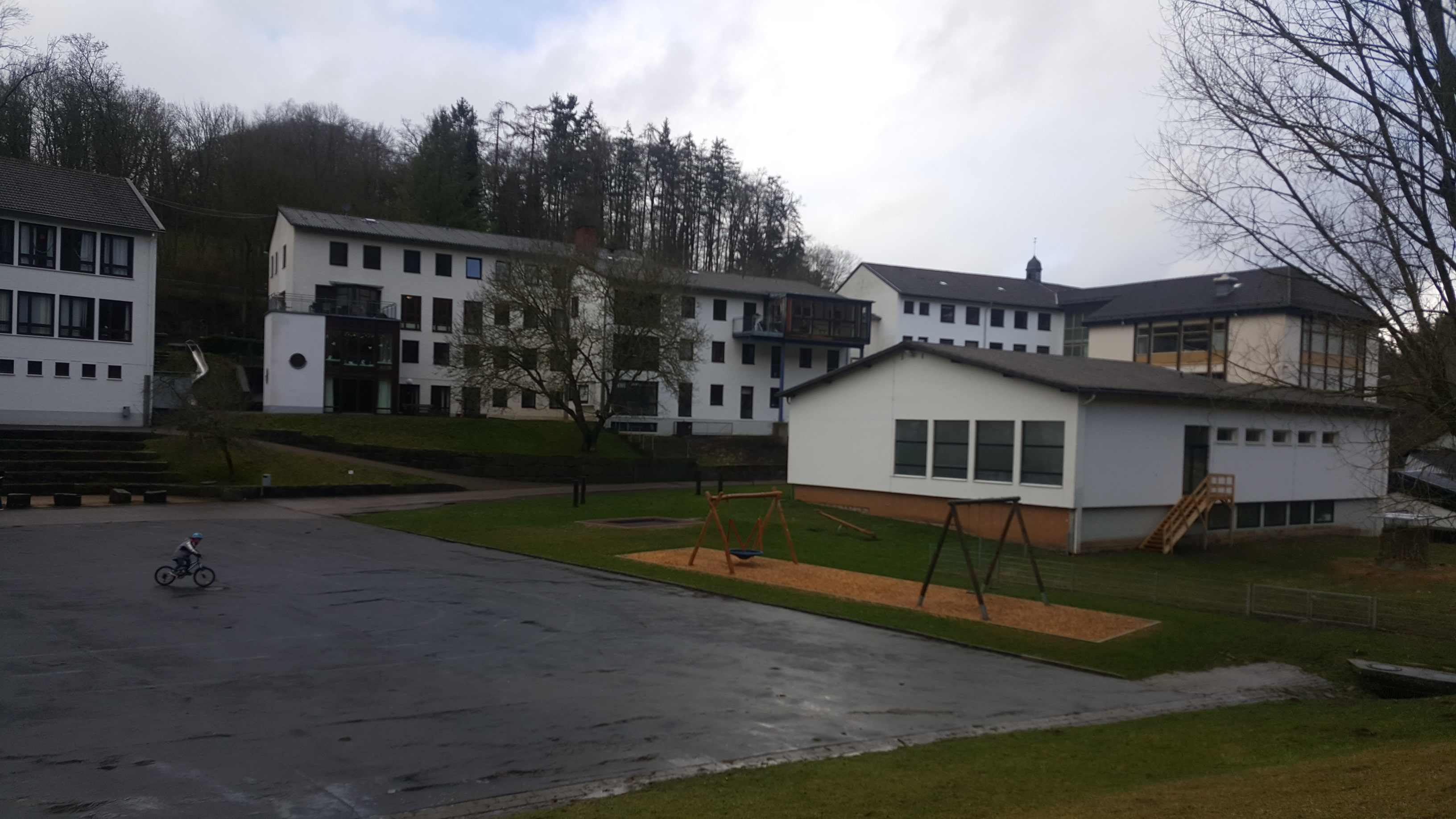
Anlage rückseitig

Das Hermann-Josef-Haus Urft ist eine Kinder- und Jugendhilfeeinrichtung des „Katholischen Erziehungsvereins für die Rheinprovinz“, Sitz Köln, im Ortsteil Urft der Gemeinde Kall im Kreis Euskirchen.
Die 1917 als Waisenhaus gegründete Einrichtung unterhält auf einem etwa 11 ha großen Gelände im Gillesbachtal ein Kinderheim mit stationären Wohn- und Lebensgruppen für ungefähr 100 Minderjährige, eine private Förderschule für soziale und emotionale Entwicklung, eine Kapelle, einen Sportplatz und eine Anlage für Therapeutisches Reiten.
Das Angebot der Einrichtung im Rahmen der Jugend- und Familienhilfe umfasst die Betreuung von Kindern und Jugendlichen in stationären und teilstationären Maßnahmen, gegliedert in Heim-, Familien- und Tagesgruppen. Die staatlich anerkannte Ersatzschule fördert im Primar- und Sekundarbereich Schüler mit Defiziten in der sozialen und emotionalen Entwicklung. Schwerpunkt ist die berufliche Vorbereitung und Integration der jungen Menschen.
Das Hermann-Josef-Haus Urft zählt mit 120 Mitarbeitern zu den großen Arbeitgebern des Landkreises.